# 佐々木竹見
佐々木 竹見（ささき たけみ、1941年11月3日 - ）は青森県出身の元騎手。のち地方競馬全国協会参与。現役時の所属は川崎競馬場、愛称は「鉄人」「川崎の鉄人」。

## 来歴
青森県上北郡上北町（現・東北町）出身。友人たちと歩いていたところを、たまたま出会った日本画家の上泉華陽（馬の画家として有名。牧場を経営するその兄が青野四郎と面識があり、騎手に向いた体格の少年を探すよう頼まれていた）に見出され、中学校を卒業すると同時に川崎競馬場の青野四郎厩舎に入門する。
八王子の騎手養成所を経て、1960年6月に騎手としてデビュー（6頭立て6着）。同年7月に初勝利を挙げる（騎乗馬サチトップ）。「竹見マジック」ともいわれた逃げ先行の戦法を得意とし、デビュー2年目には早くも165勝を挙げるなど頭角を現す。1964年には南関東のリーディングジョッキーに輝き、1969年12月5日には須田茂の持っていた通算2896勝の日本記録を更新した。以後も数度の落馬事故を乗り越えて、2001年の現役引退まで42年の長きに渡り地方競馬のトップジョッキーとして活躍し続ける。
1966年に記録した年間505勝（2384戦）は当時の世界記録であり、2006年に内田博幸（大井）が更新するまで40年もの間日本記録でもあった。なお、内田の勝利数にはJRAでの勝利数が含まれており、地方競馬のみの記録としては現在も最多勝記録である。このほか、1965年から1967年まで史上初の3年連続400勝突破も達成している。

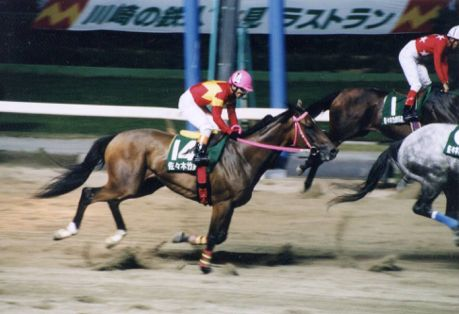
最後の騎乗

2000年11月に現役引退を表明、その後引退に際して『佐々木竹見騎手ラストランシリーズ』と銘打って全国各地の競馬場でレース騎乗することを発表。2001年7月8日の川崎競馬最終レース、佐々木竹見引退記念・ラストラン賞をもって現役引退。最終レースでは圧倒的1番人気に推されたものの6着に敗れた。
地方競馬における生涯成績は39060戦7151勝（うち重賞143勝）で、2018年に的場文男が更新するまで地方・中央を通じた日本最多勝記録だった。南関東のリーディングジョッキーも通算17度獲得している。地方競馬では勝負服が騎手別となっているが、その偉業を称えて佐々木の勝負服の服色（赤・黄山形一文字）は永久保存となった。また引退に際して思い出の馬としてトライバルセンプー、テツノカチドキ、ツキノイチバンを、思い出のレースとしてテツノカチドキの東京大賞典と東京記念、それにヒガシユリの東京ダービーを挙げている。
現役引退後は栃木県那須塩原市にある地方競馬教養センターの参与となり、騎手養成コースの講師として技術指導を行っていたが、2012年3月限りで勇退した。
引退後も オーストラリア・フレミントン競馬場での国際ジョッキーOB戦「レジェンドレース」に2002年と2004年の2度招待されている。また、2008年に東京競馬場で行われた「第2回ジョッキーマスターズ」にも参戦した。
川崎競馬場では現役時代の功績を讃えて「佐々木竹見カップ・ジョッキーズグランプリ」という特別競走が行われている。また、それにあわせて「佐々木竹見が選ぶベストジョッキー」として前年に川崎競馬で活躍したジョッキーを発表し、川崎競馬場のウイナーズサークルで表彰式を行っている。

## 表彰歴
- 1987年、1992年 農林水産大臣賞
- 1990年、1992年、1993年 NARグランプリ優秀騎手賞[3]
- 1999年 同フェアープレー賞
- 1990年、1998年、2000年 同特別賞（1990年は特別功労者賞）
- 1998年 神奈川県知事賞
- 1989年 日本プロスポーツ大賞功労者賞
- 1999年 同特別賞
- 2000年 スポーツ功労者文部科学大臣顕彰[4]
- 2023年 農林水産大臣賞競馬功労者表彰[5]
- 2025年 旭日双光章[6]

## エピソード
- 現役時代は非常にストイックなまでの体調管理に努めており、知人と食事に行っても午後8時になると「明日の調教がありますので」と言い残して帰っていったという。
- 人一倍努力家でもあった。園田・姫路の実況アナウンサー吉田勝彦によると、園田の重賞『楠賞全日本アラブ優駿』にグリンファストで騎乗することになった際、園田が初体験であった彼は、レース前日の夜、雨上がりの馬場を裸足で歩き、砂の感じを確かめたという。本番レースではその甲斐あって、2着に2馬身半差と素晴らしい勝ちを収めた。
- 一方で現役時代はかなりのヘビースモーカーでもあり、たばこを毎日3箱以上吸っていた（本人談）。
- 現役引退後はファンのイベントではどんなファンに対しても自ら話しかけ、現役時代を知っているファンから「あの竹見さんが」と驚かれることも珍しくなかった。
- 大井競馬場所属の元騎手・現調教専門厩務員の佐々木学は甥。

## 主な騎乗馬
- テツノカチドキ（1987年帝王賞、東京大賞典、1985年・1986年大井記念、1985年関東盃）
- イナリトウザイ（1974年アラブダービー、東京盃、鎌倉記念）
- ツキノイチバン（1995年金盃、アフター5スター賞）
- タイムライン（1972年全日本アラブ大賞典、アラブダービー、千鳥賞）
- トライバルセンプー（1980年楠賞全日本アラブ優駿、アラブ王冠賞）
- ダイタクジーニアス（1987年東京プリンセス賞、1988年キヨフジ記念、浦和記念、1989年報知オールスターカップ）
- シタヤロープ（1974年全日本三才優駿、青雲賞、平和賞、1975年黒潮盃）
- オタルホーマー（1988年楠賞全日本アラブ優駿、アラブダービー、千鳥賞、アラブ王冠賞）
- ゴールデンビクター（1985年アラブダービー、千鳥賞、アラブ王冠賞）
- ホクトライデン（1975年アラブダービー、千鳥賞）
- グリンフアスト（1974年楠賞全日本アラブ優駿）
- フアストセンプウ（1980年全日本アラブ争覇、1981年八王子記念）
- ミスターヨシゼン（1988年ワード賞）
- スマノダイドウ（1975年銀盃）
- ヒカリルーフアス（1995年羽田盃、1994年全日本3歳優駿）
- ヒデノアラシ（1976年川崎記念、ダイオライト記念、報知オールスターカップ）
- ハードサインカラー（1998年クラウンカップ）
- ニイタカローズ（1993年東京2歳優駿牝馬）
- スルガスペイン（1993年金盃）
- ヒカリカツオーヒ（1992年エンプレス杯）
- ワカクサホマレ（1992年戸塚記念）
- マテイス（1992年関東オークス）
- エビタカラ（1978年全日本アラブ争覇）
- スピードパーシア（1975年東京大賞典）
- ホウラツキー（1973年全日本アラブ大賞典）
- オーナーズラツク（1971年ダイオライト記念）
- フシミカブト（1967年ダイオライト記念）
- ヒガシユリ（1965年東京都ダービー）
- ラツキーマンナ（1962年春の特別）
- ダイゴウイルソン（1961年ブルーバードカップ）

## 各年成績
| 西暦   | 騎乗数 | 1着数 | 勝率 |
| ------ | ------ | ----- | ---- |
| 1960年 | 195    | 37    | .189 |
| 1961年 | 1159   | 165   | .142 |
| 1962年 | 1344   | 214   | .159 |
| 1963年 | 987    | 171   | .173 |
| 1964年 | 1905   | 320   | .167 |
| 1965年 | 2020   | 401   | .198 |
| 1966年 | 2384   | 505   | .211 |
| 1967年 | 2214   | 401   | .181 |
| 1968年 | 1849   | 366   | .197 |
| 1969年 | 1769   | 345   | .195 |
| 1970年 | 1551   | 312   | .201 |
| 1971年 | 1464   | 295   | .201 |
| 1972年 | 1211   | 247   | .203 |
| 1973年 | 1485   | 253   | .170 |
| 1974年 | 1312   | 261   | .198 |
| 1975年 | 1259   | 227   | .180 |
| 1976年 | 1078   | 205   | .190 |
| 1977年 | 1017   | 192   | .188 |
| 1978年 | 885    | 182   | .205 |
| 1979年 | 5      | 2     | .400 |
| 1980年 | 963    | 190   | .197 |
| 1981年 | 1005   | 175   | .174 |
| 1982年 | 56     | 16    | .285 |
| 1983年 | 748    | 95    | .127 |
| 1984年 | 676    | 129   | .190 |
| 1985年 | 621    | 131   | .210 |
| 1986年 | 714    | 143   | .200 |
| 1987年 | 712    | 142   | .199 |
| 1988年 | 645    | 113   | .175 |
| 1989年 | 660    | 129   | .195 |
| 1990年 | 469    | 77    | .164 |
| 1991年 | 435    | 66    | .151 |
| 1992年 | 540    | 110   | .203 |
| 1993年 | 524    | 69    | .131 |
| 1994年 | 548    | 86    | .156 |
| 1995年 | 428    | 71    | .165 |
| 1996年 | 334    | 46    | .137 |
| 1997年 | 405    | 69    | .170 |
| 1998年 | 571    | 85    | .148 |
| 1999年 | 411    | 52    | .126 |
| 2000年 | 336    | 33    | .098 |
| 2001年 | 164    | 23    | .140 |
| 通算   | 39060  | 7151  | .183 |

数字は地方競馬のみ、勝利数の太字は南関東リーディング。そのほか中央競馬20戦2勝、日本国外遠征12戦0勝(アメリカ)。